# Hjon Suk-hui
Hjon Suk-hui (* 3. března 1973) je bývalá korejská zápasnice-judistka, stříbrná olympijská medailistka z roku 1996.

## Sportovní kariéra
V jihokorejské reprezentaci se pohybovala od roku 1989. V pololehké váze do 52 kg, ve které startovala se začala prosazovat po olympijském roce 1992. V roce 1994 vybojovala zlatou medaili na Asijských hrách v Hirošimě. Byla členkou judistického týmu korejské společnosti Ssangyong Cement, který vedl olympijský vítěz I Kjong-kun.
V roce 1996 odjížděla na olympijské hry v Atlantě jako členka favorizovaného korejského týmu. Popasovala se s náročným nalosováním a postoupila do finále. Ve finále nastoupila proti Francouzce Marie-Claire Restouxové a od poloviny zápasu prohrávala po kontratechnice na wazari. V závěru pouze snížila náskok soupeřky svojí osobní technikou uči-mata na yuko a získala stříbrnou olympijskou medaili. Po olympijských hrách v Atlantě vydržela na mezinárodní scéně další rok. Sportovní kariéru ukončila s krizí korejského hospodářství, kvůli kterému z korejského sportu odešla řada sponzorů.

## Výsledky
| Olympijské hry    |    |    |    | 2. |    |
| Mistrovství světa | 7. |    | 7. |    | 3. |
| Asijské hry       |    | 1. |    |    |    |
| Mistrovství Asie  | 1. |    | —  | —  | —  |